# 아시아 남자 배구 선수권 대회
아시아 남자 배구 선수권 대회 (Asian Senior Volleyball Championship)는 아시아 배구 연맹이 주최하는 배구 대회이다.

## 역사·개요
1975년, 제1회 남녀 대회 모두 호주의 멜버른에서 개최되었다.
여자 대회는 중국이 1987년 제4회 대회부터 2005년 제13회 대회까지 10연패를 달성하였다. 2007년은 일본이 우승해 중국의 11연패를 막았다.
같은 연도에 배구 월드컵이 개최될 경우는, 대륙예선을 겸해 우승국과 준우승국이 아시아 대표로서 대회에 출전한다. 또, 같은 연도에 월드그랜드챔피언스컵이 개최될 경우는, 우승국이 아시아 대표로서 대회에 출전한다.

## 역대 성적
| 개최년도 | 개최국                | 우승     | 준우승     | 3위      |
| 1975     | 호주, 멜버른          | 일본     | 대한민국   | 중국     |
| 1979     | 바레인, 마나마        | 중국     | 대한민국   | 일본     |
| 1983     | 일본, 도쿄            | 일본     | 중국       | 대한민국 |
| 1987     | 쿠웨이트, 쿠웨이트    | 일본     | 중국       | 대한민국 |
| 1989     | 대한민국, 서울        | 대한민국 | 일본       | 중국     |
| 1991     | 호주, 퍼스            | 일본     | 대한민국   | 중국     |
| 1993     | 태국, 나콘랏차시마    | 대한민국 | 카자흐스탄 | 일본     |
| 1995     | 대한민국, 서울        | 일본     | 중국       | 대한민국 |
| 1997     | 카타르, 도하          | 중국     | 일본       | 호주     |
| 1999     | 이란, 테헤란          | 중국     | 호주       | 대한민국 |
| 2001     | 대한민국, 창원        | 대한민국 | 호주       | 일본     |
| 2003     | 중국, 톈진            | 대한민국 | 중국       | 이란     |
| 2005     | 태국, 수판부리        | 일본     | 중국       | 대한민국 |
| 2007     | 인도네시아, 자카르타  | 호주     | 일본       | 대한민국 |
| 2009     | 필리핀, 마닐라        | 일본     | 이란       | 대한민국 |
| 2011     | 이란, 테헤란          | 이란     | 중국       | 대한민국 |
| 2013     | 아랍에미리트, 두바이  | 이란     | 대한민국   | 중국     |
| 2015     | 이란, 테헤란          | 일본     | 이란       | 중국     |
| 2017     | 인도네시아, 그레식    | 일본     | 카자흐스탄 | 대한민국 |
| 2019     | 이란, 테헤란          | 이란     | 호주       | 일본     |
| 2021     | 일본, 지바 / 후나바시 | 이란     | 일본       | 중국     |
| 2023     | 이란, 우르미아        | 일본     | 이란       | 카타르   |

## 같기 보기
- 아시아 여자 배구 선수권 대회
- 아시안 게임 배구

## 같이 보기
- 아시안 게임 배구